# Cumberland (Indiana)
Cumberland è una città degli Stati Uniti d'America, situata nello Stato dell'Indiana e in particolare nella Contea di Marion e in parte nella Contea di Hancock.